# Вежа Майор
Вежа Майор (ісп. Torre Mayor — «велика вежа») — найвищий хмарочос Латинської Америки, розташований в Мехіко, Мексика. Висота 55-поверхового будинку становить 225 метрів. Будівництво вежі тривало з 1999 по 2003 рік. Хмарочос може витримати землетрус до 8,5 баллів за шкалою Ріхтера.
На 52-поверсі розташований оглядовий майданчик.